# Wicocomoco (Nanticoke)
Wicocomoco, Algonquian pleme koje je u ranom 17- stoljeću živjelo na rijeci Wicomico, na istočnoj obali današnjeg Marylanda, a njihovo glavno naselje (1608) na južnoj obali rijeke u okrugu Somerset i Wicocomoco. Bili su niskoga rasta i govorili su jezikom drugačijim od Powhatana. Često su se udruživali s Nanticoke Indijancima u borbama protiv kolonista. Prema Jamesu Mooneyu bilo ih je oko 400 (1600). Nakon mira sklopljenog 1668. između Nanticoka i Engleza, oni će uskoro nestat, osim nešto meleza koji su očuvali ime Wicocomoco. 
Ne smiju se pobrkati s istoimenim plemenom Wicocomoco iz Virginije.

## Vanjske poveznice
- Wicocomico  Arhivirana inačica izvorne stranice od 7. ožujka 2012. (Wayback Machine)
- The Wicomico Family Tree DNA Project